# 阿瓜斯达普拉塔
阿瓜斯达普拉塔是巴西圣保罗州的一个市镇。总面积142.588平方公里，总人口7455人，人口密度52.3人/平方公里。